# Детумесценция
Детумесценция (лат. detumesco — «перестать набухать») — уменьшение припухлости тканей, прекращение эрекции после эякуляции и оргазма.
У мужчин после оргазма эрекция значительно ослабляется, половой член становится мягким, и мужчина постепенно теряет способность продолжать половой акт. Явления детумесценции могут начаться на любой фазе полового акта в случае возникновения каких-либо помех для его нормального течения.